# Mircea Mihail Ghiorghiu
Mircea Mihail Ghiorghiu (n. 10 mai 1953, Craiova, Dolj – d. 25 noiembrie 2003) a fost un pictor român specializat în pictură bisericească, murală și de icoane.

## Biografie
Fiul lui Florentin-Gabriel și al lui Constanta (Gheorghiu schimbat ulterior în Ghiorghiu dintr-o eroare în certificatul de naștere al pictorului), a absolvit Colegiul de Artă din Craiova la clasa profesorului Ilie Marineanu. A decedat în anul 2003 pe data de 25 noiembrie datorită unor afecțiuni grave cardiace care îl măcinau de aproximativ 10 ani.

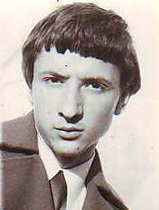
Mircea Mihail Ghiorghiu poza din perioada adolescenţei

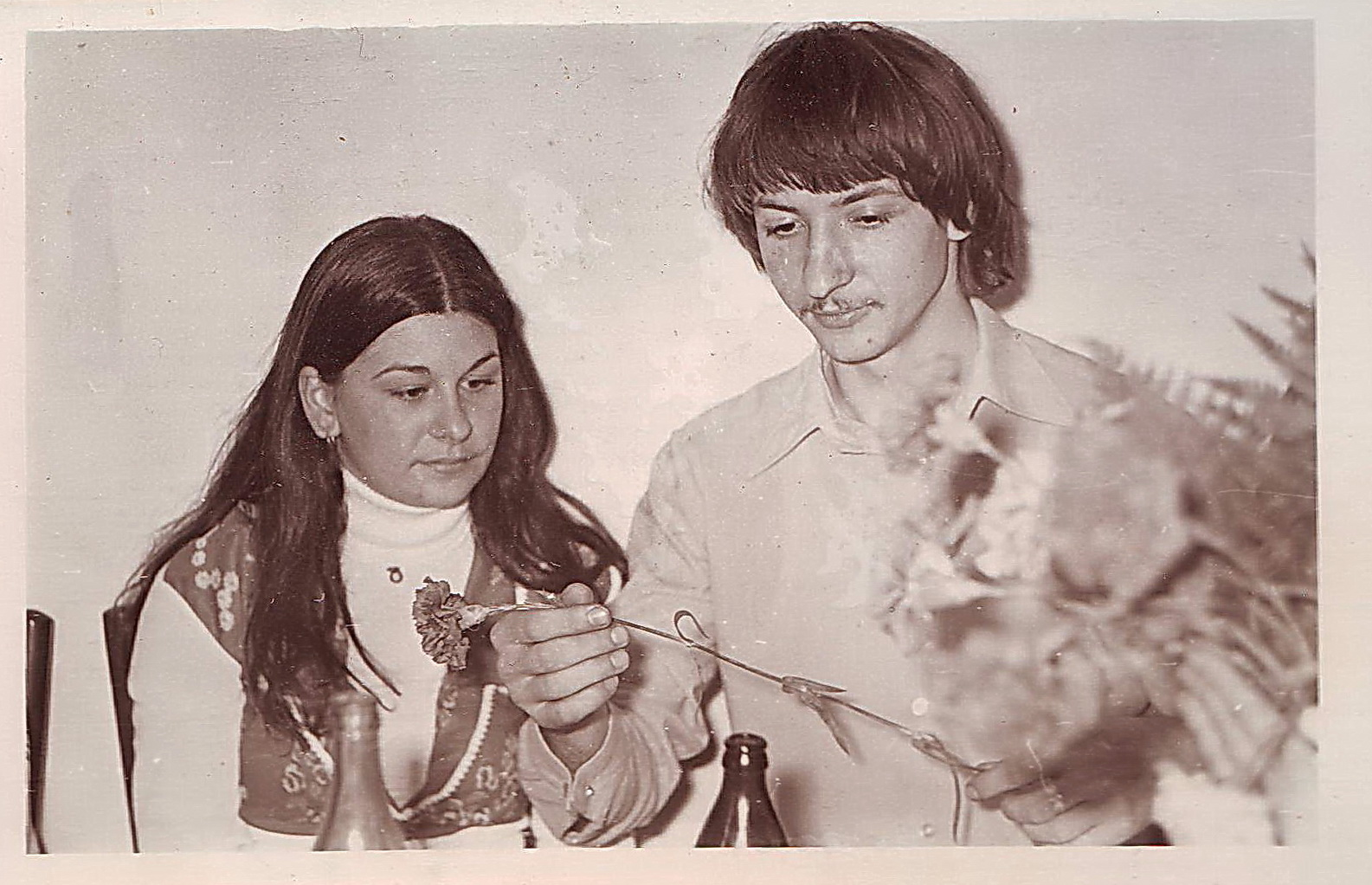
Mircea Mihail şi soția Carmen-Lorena poză din colecția familiei

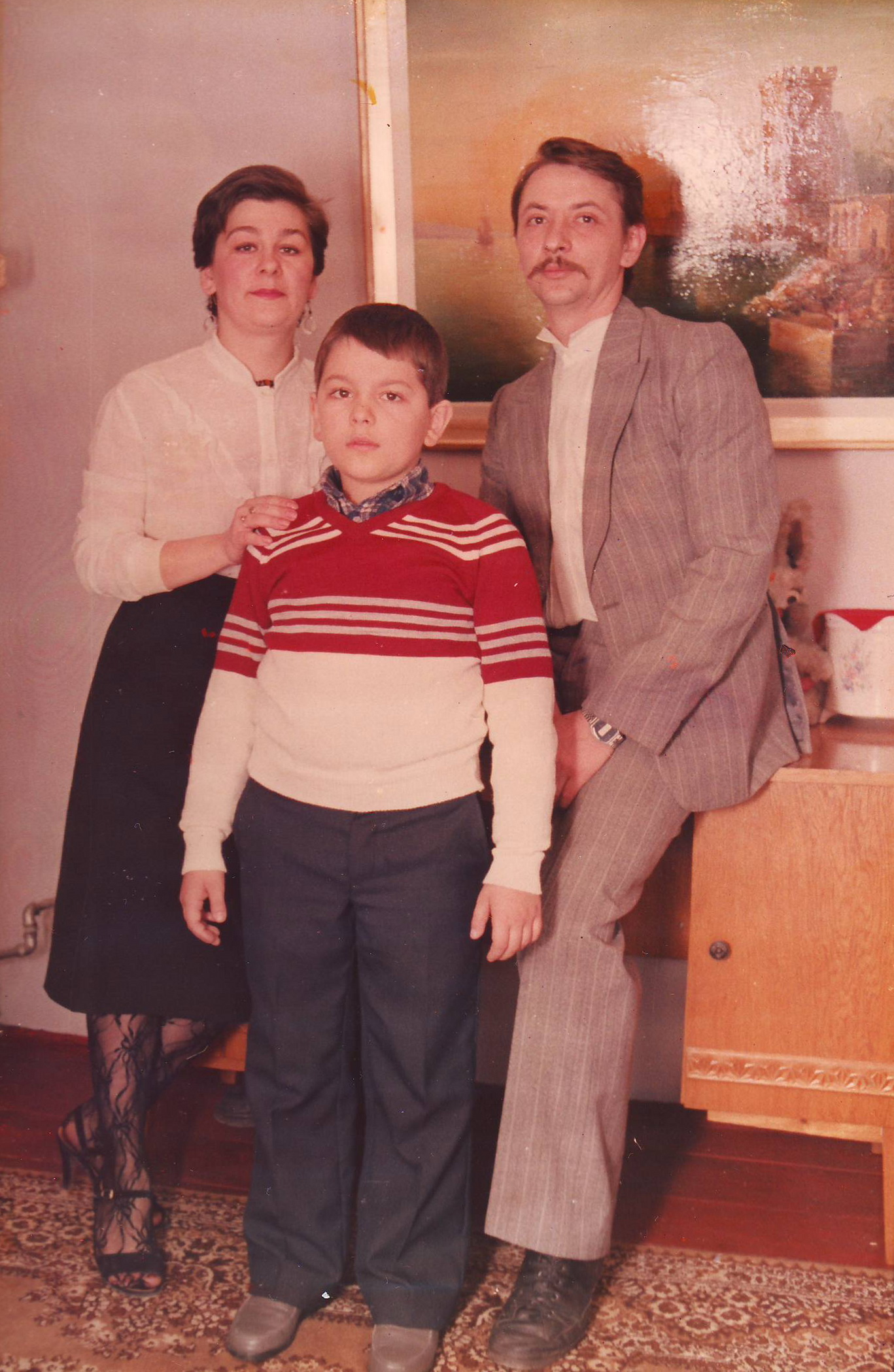
Pictorul, poză de familie împreună cu soția şi unicul fiu

## Operă artistică
Artistul a pictat lucrări care se găsesc în colecții private din România, Germania, Italia, SUA, Franța, Japonia, Danemarca, Norvegia, Elveția și alte țări.
În perioada comunistă a activat ca pictor decorator și muralist. În cariera sa se pot aminti următoarele evenimente artistice de importanță :
- 1975 Expoziție de grup (pictură) Holul Teatrului Național Craiova
- 1976 Expoziție de grup Casa Armatei București
- 1977 Expoziție de grup la U.G.S.R București eveniment mediatizat la acea vreme la postul național de televiziune
- 1978 Expoziție personală de pictură Galeriile Cromatic
- 1980 Expoziție de grup - pictură, organizată de U.T.C Tg. Jiu
- 1983 Expoziție de grup - Galeriile Ramuri Craiova în cadrul Festivalului Național Cântarea României a obținut premiul I

cu următoarele lucrări:
1. Vechea Craiova - Ulei/Pânză un ciclu de lucrări.
2. Natură moartă dreaptă - Ulei/Pânză
3. Portretul lui Moș Vasile - Ulei/Pânză
4. Natură moartă cu legume - Ulei/Pânză
5. Natură moartă cu legume - Ulei/Pânză

Apoi au urmat expozițiile post decembriste de pictură și icoane pe lemn 1994, 1995, 1997-cu vernisajul vineri-19 Decembrie "Icoane pe Lemn" din Craiova Galeriile Volard's, 1998, 2000, 2001, 2002.
Artistul în perioada sa de creație se remarcă și prin sculpturile sale dintre care amintim Ciobănaș cu Fluier, Masti, Dracula, lucrări aflate în colecții private din Romania și Italia.
Tot din portofoliul de creație mai trebuie amintit și faptul că artistul, în perioada comunistă, dat fiind faptul că produsele electronice audio Hi-Fi nu puteau fi procurate cu ușurință în acea vreme, Mircea G. fiind nevoit să studieze electronica (pe care apoi a practicat-o ca hobby) și a construit mai multe Amplificatoare Audio Hi-Fi, Orgi de lumini, Egalizatoare grafice audio și o combină muzicală a căror design exterior a fost proiectat chiar de pictor iar partea electronica fiind în integralitate executată tot de artist însă după scheme electronice publicate în revistele de specialitate ale vremii (1985-1989). De asemenea Mircea a mai lucrat și în domeniul reclamei comerciale.
Ramele multor tablouri ale maestrului au fost de asemenea creație personală iar aparatele destinate fabricării ramelor (Abrice pentru șlefuit și modelat lemn, circulare, polizoare, compresor) fiind realizate tot de M.G., acesta fiind în decursul vieții un autodidact cu o inventivitate creativă deosebită.
Majoritatea picturilor au fost executate în fata șevaletului din atelierul său aflat la subsolul casei din municipiul Craiova, dar și peisaje în natură sau în deplasări.

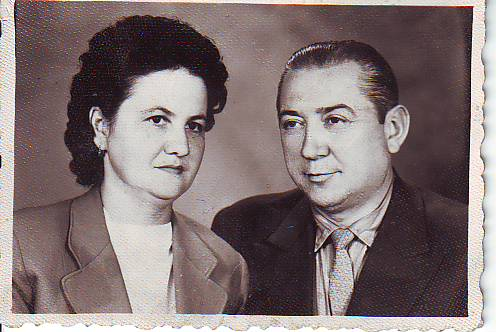
Parinţii pictorului G.M. - Gheorghiu Gabriel Florentin şi Constanţa(parinţii se numeau Gheorghiu şi nu Ghiorghiu-vezi text de introducere pentru detalii.)
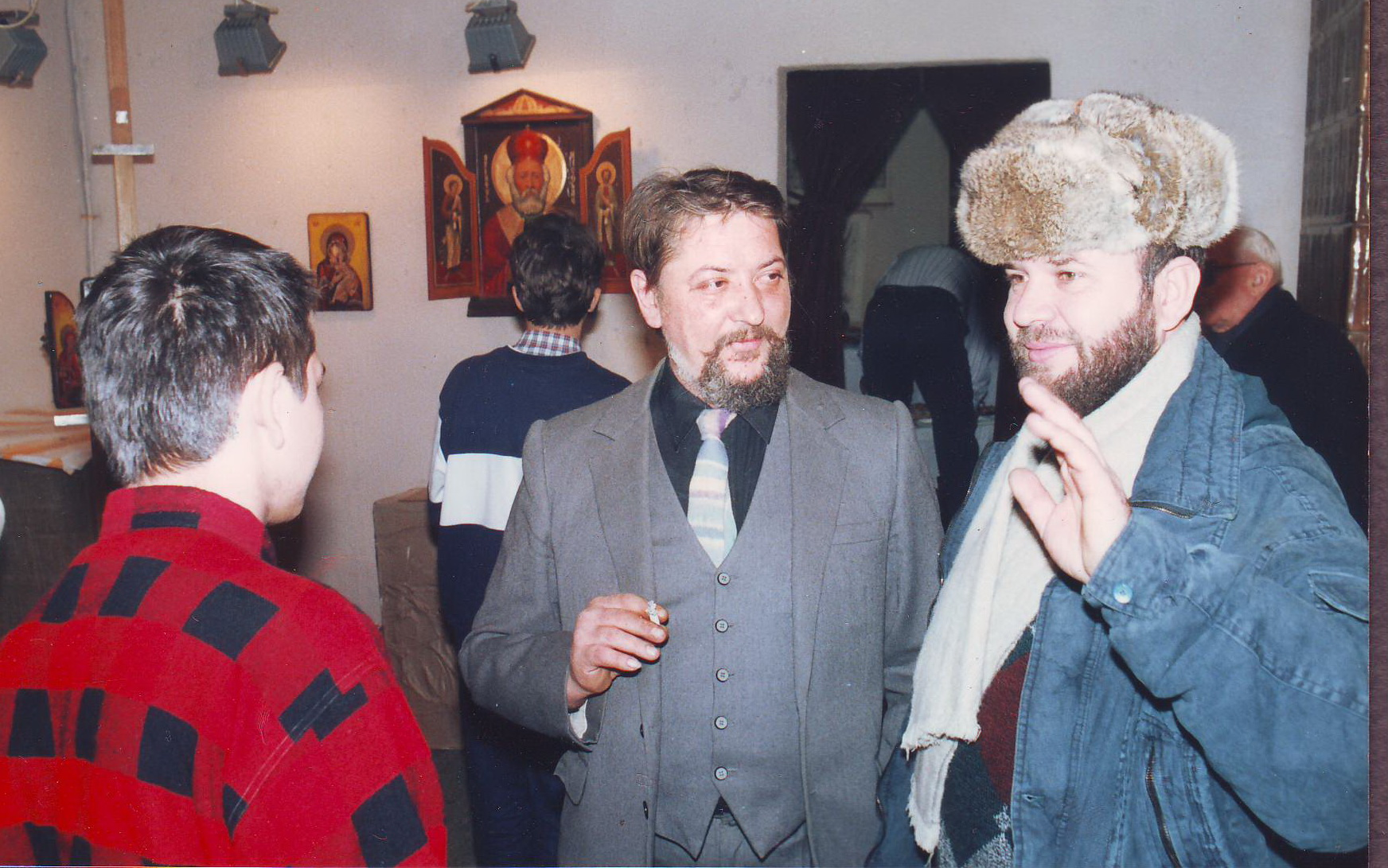
Vernisaj "Expozitie Icoane pe Lemn" Mircea Ghiorghiu

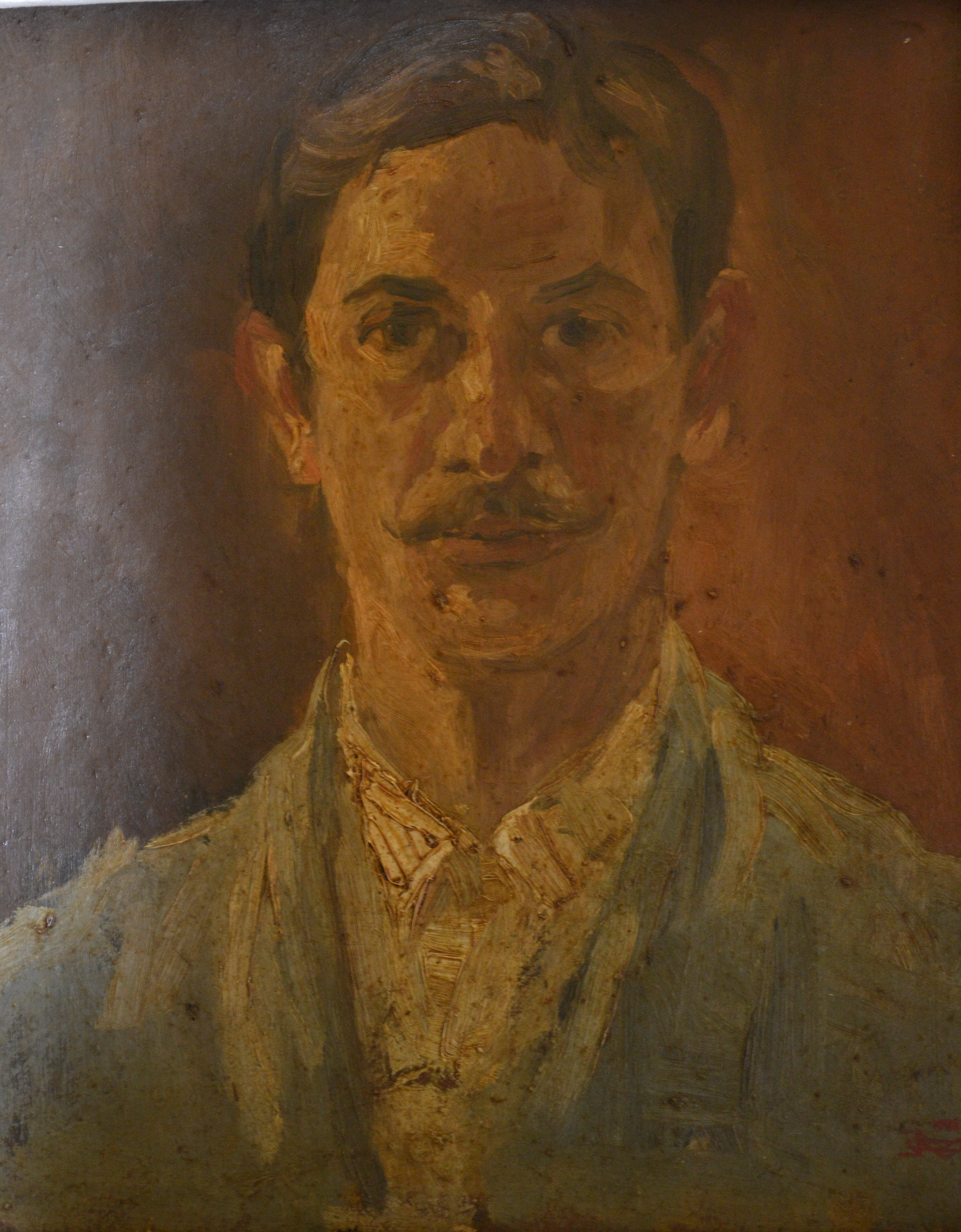
1) Autoportret pictor (Mircea Ghiorghiu) U/P

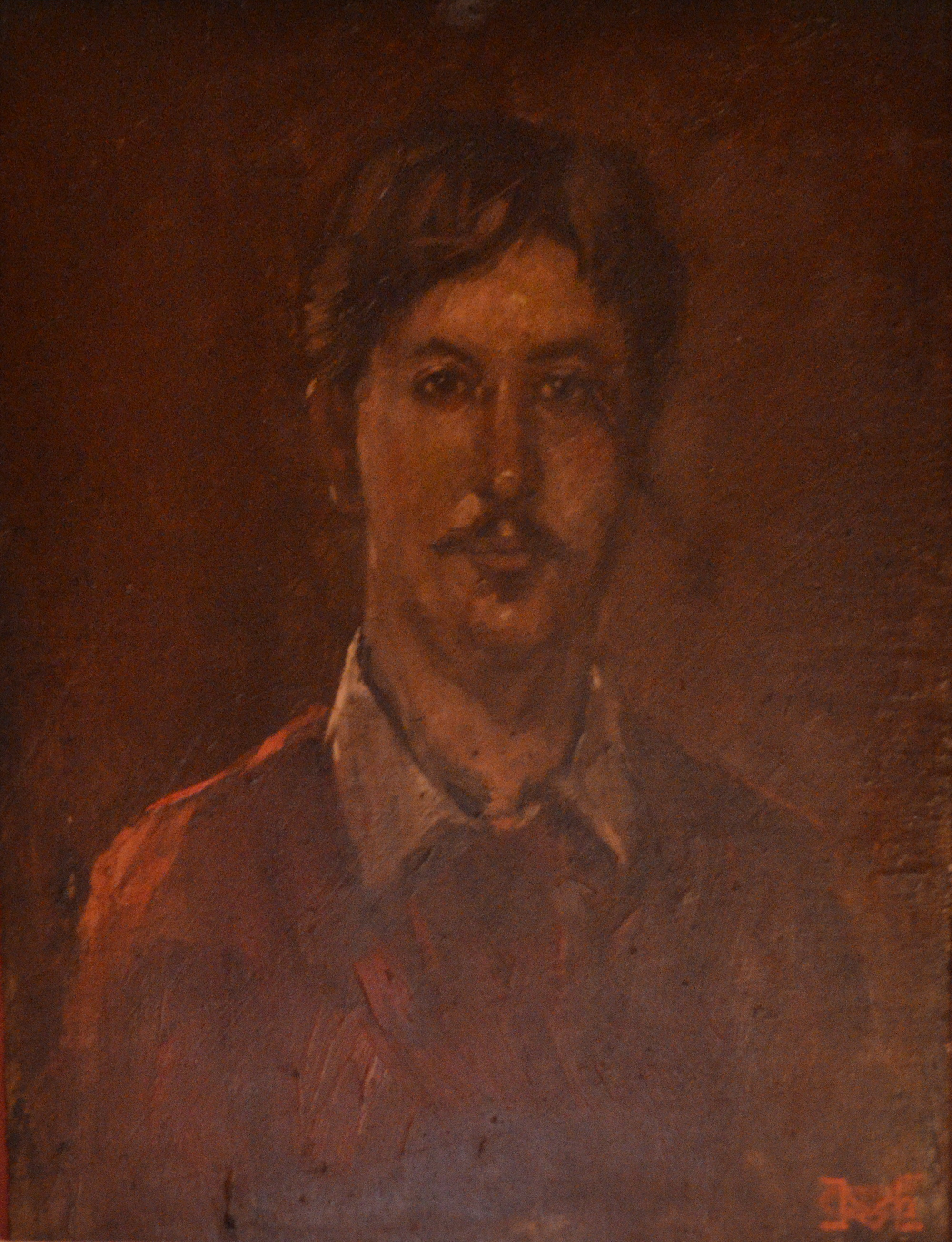
2) Autoportret pictor (Mircea Ghiorghiu) U/L notat în colectia privata a familiei cu nr 24.conține în partea de jos dreapta şi semnătura artistică a pictorului (litera "G" peste care se suprapune litera "M" de la inițialele numelui său.)

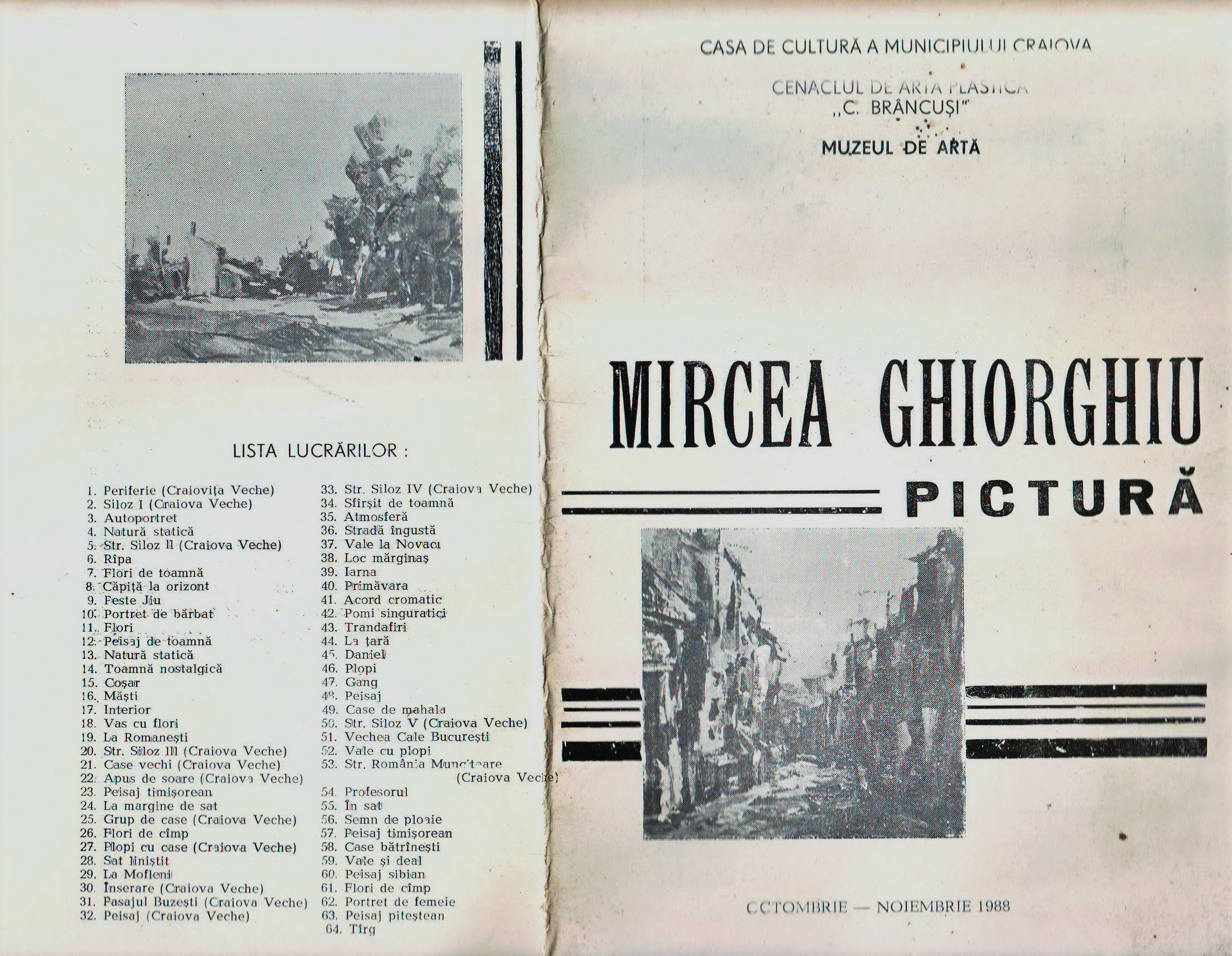
4) Catalog Expoziţie de Pictura a pictorului Mircea Ghiorghiu Octombrie - Noiembrie 1988 organizată la Muzeul de Arta din Craiova(coperta)

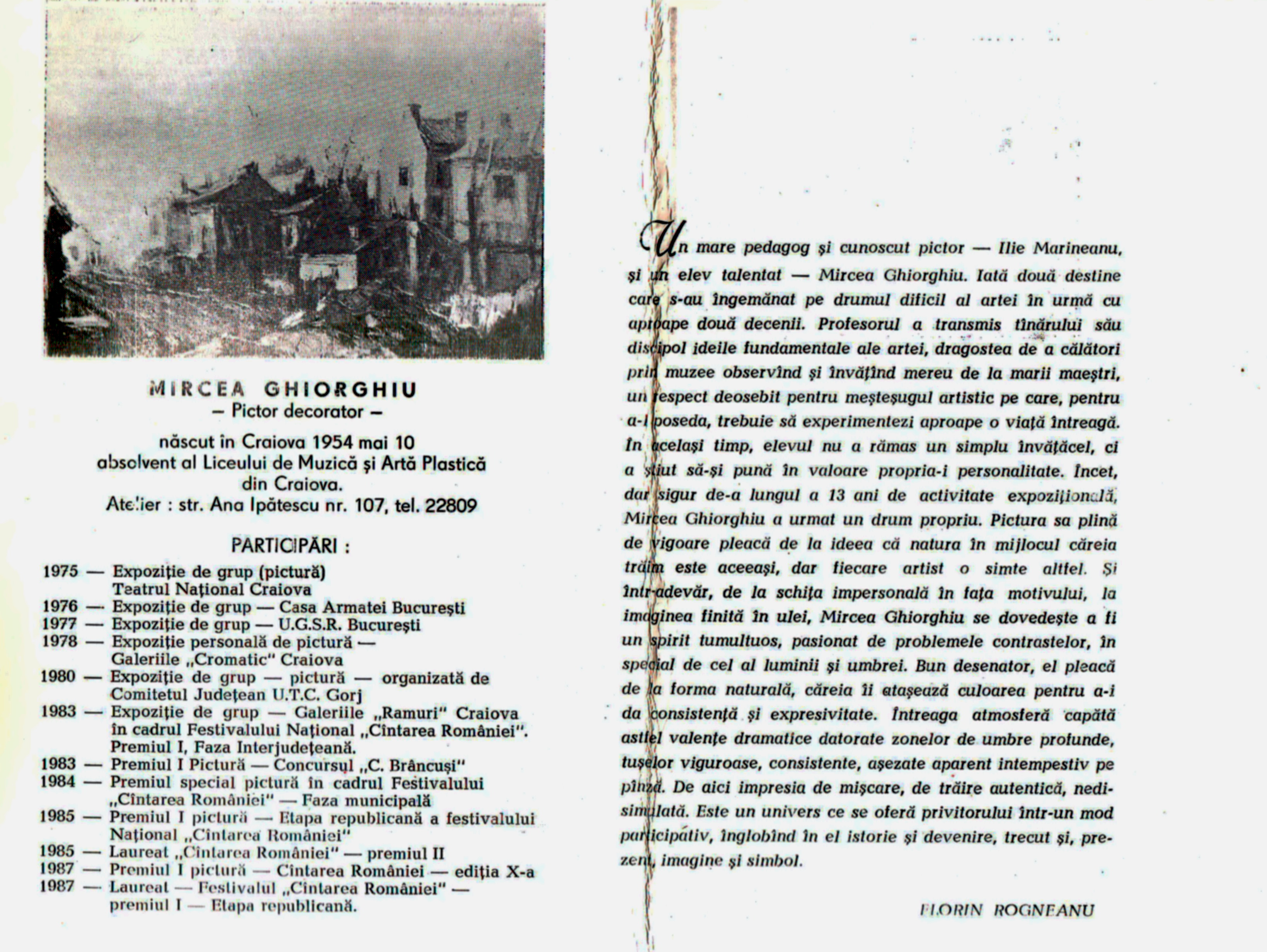
4a) Catalog Expoziţie de Pictură a pictorului Mircea Ghiorghiu Octombrie - Noiembrie 1988 organizată la Muzeul de Arta din Craiova(continut)

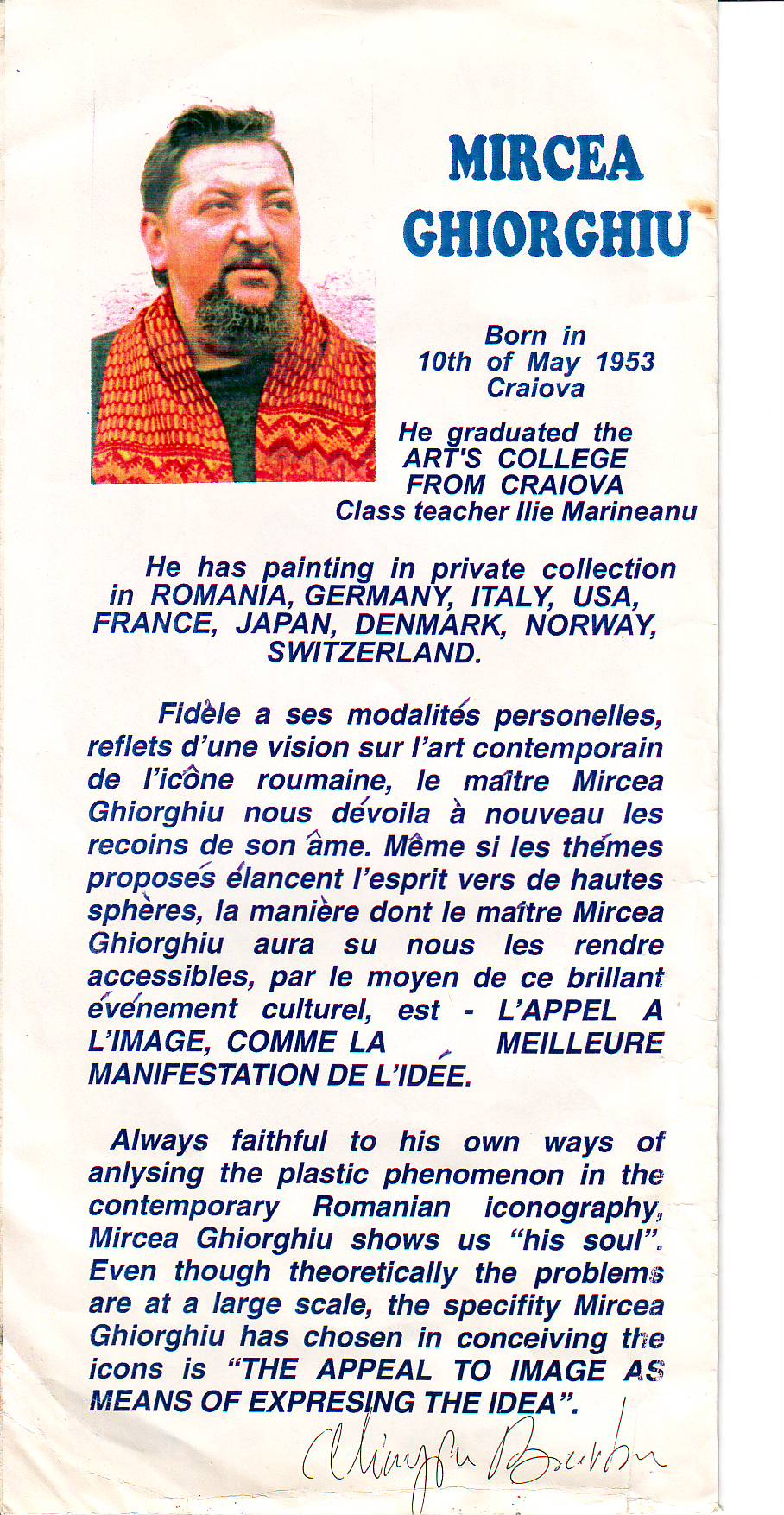
5) Pliant "Expoziţie de Icoane pe Lemn" a pictorului Mircea Ghiorghiu Galeriile Vollard's Craiova partea de text este semnată olograf Olimpiu Barbu

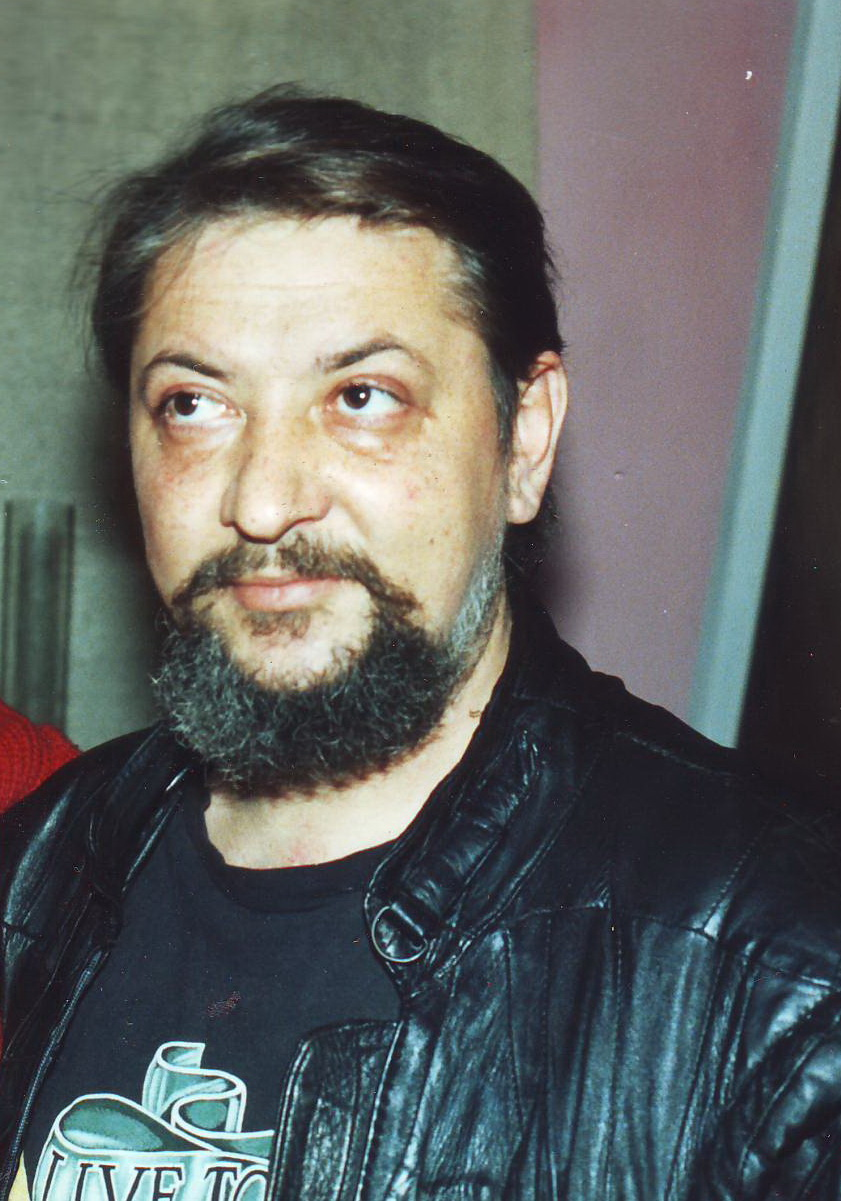
5. a.) Poza color Mircea Ghiorghiu efectuata la vernisajul "Expoziţiei de Icoane pe Lemn"

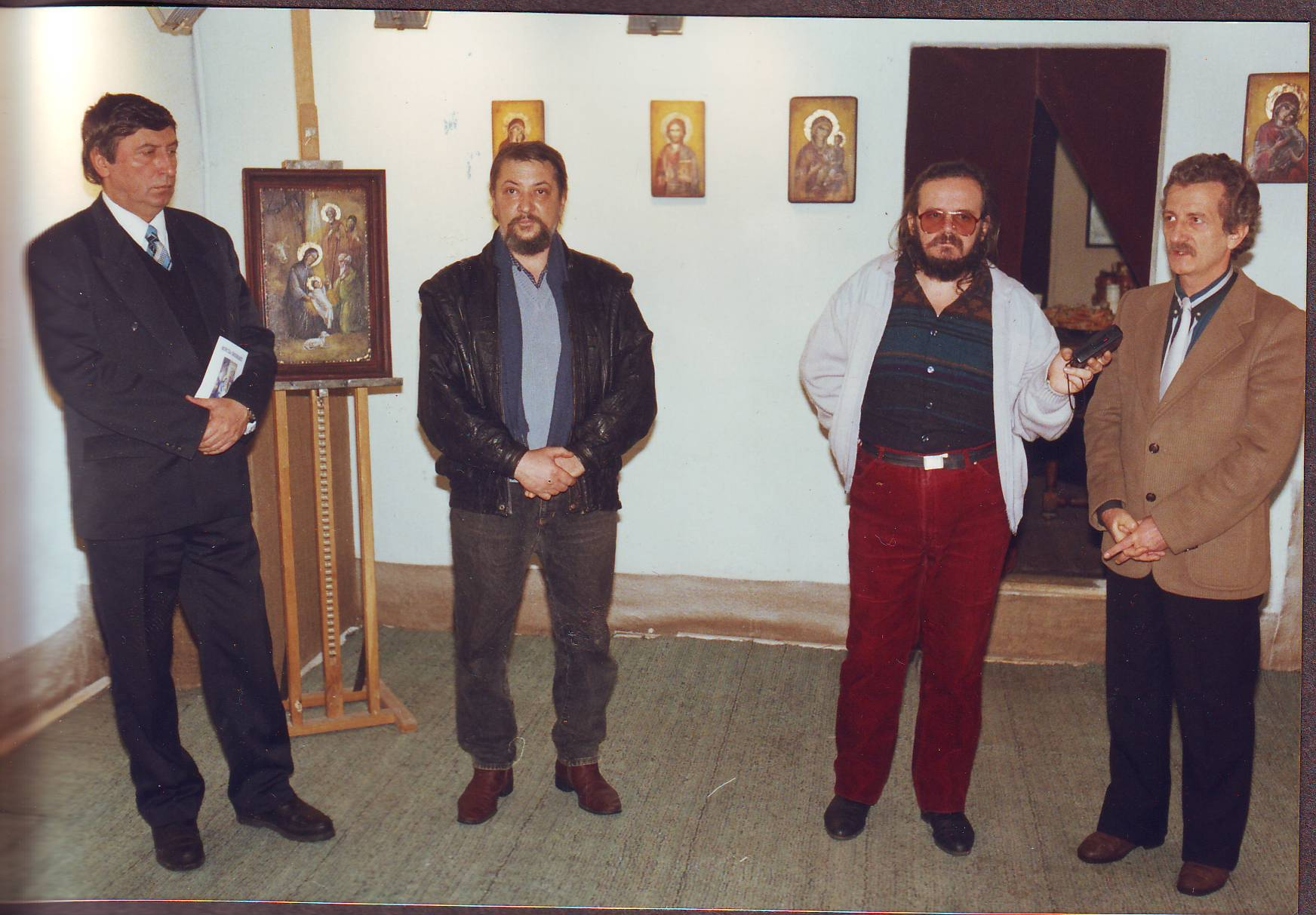
5. b.) Poza color Mircea Ghiorghiu(al doilea din partea stangă) alaturi de criticul de arta Florin Rogneanu director al "Muzeului de Artă Craiova" (ultimul din partea dreapta), efectuată la vernisajul "Expoziţiei de Icoane pe Lemn"

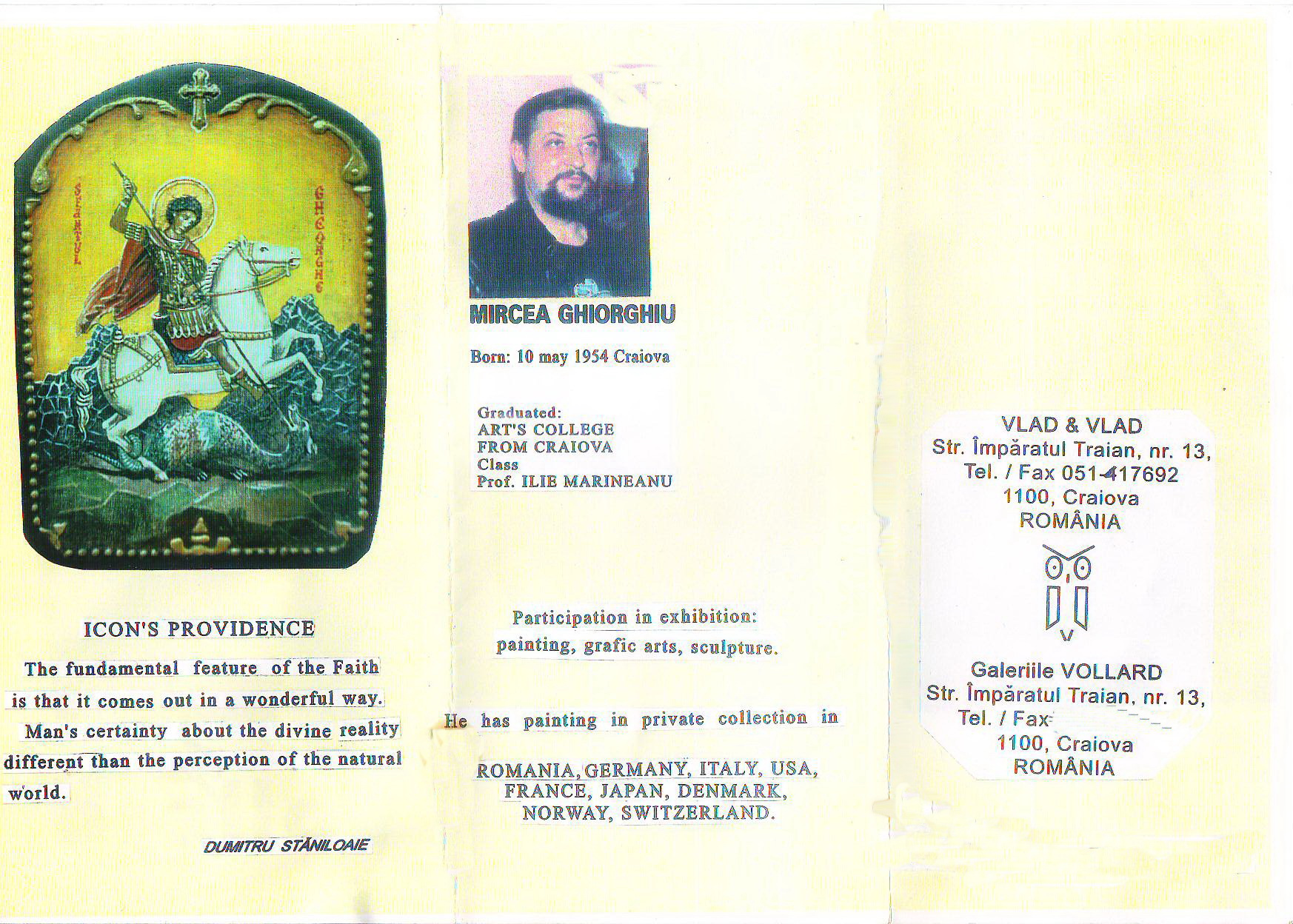
6) Pliant "Expoziţie de Pictură şi Icoane pe Lemn" a pictorului Mircea Ghiorghiu Galeriile Vollard's Craiova

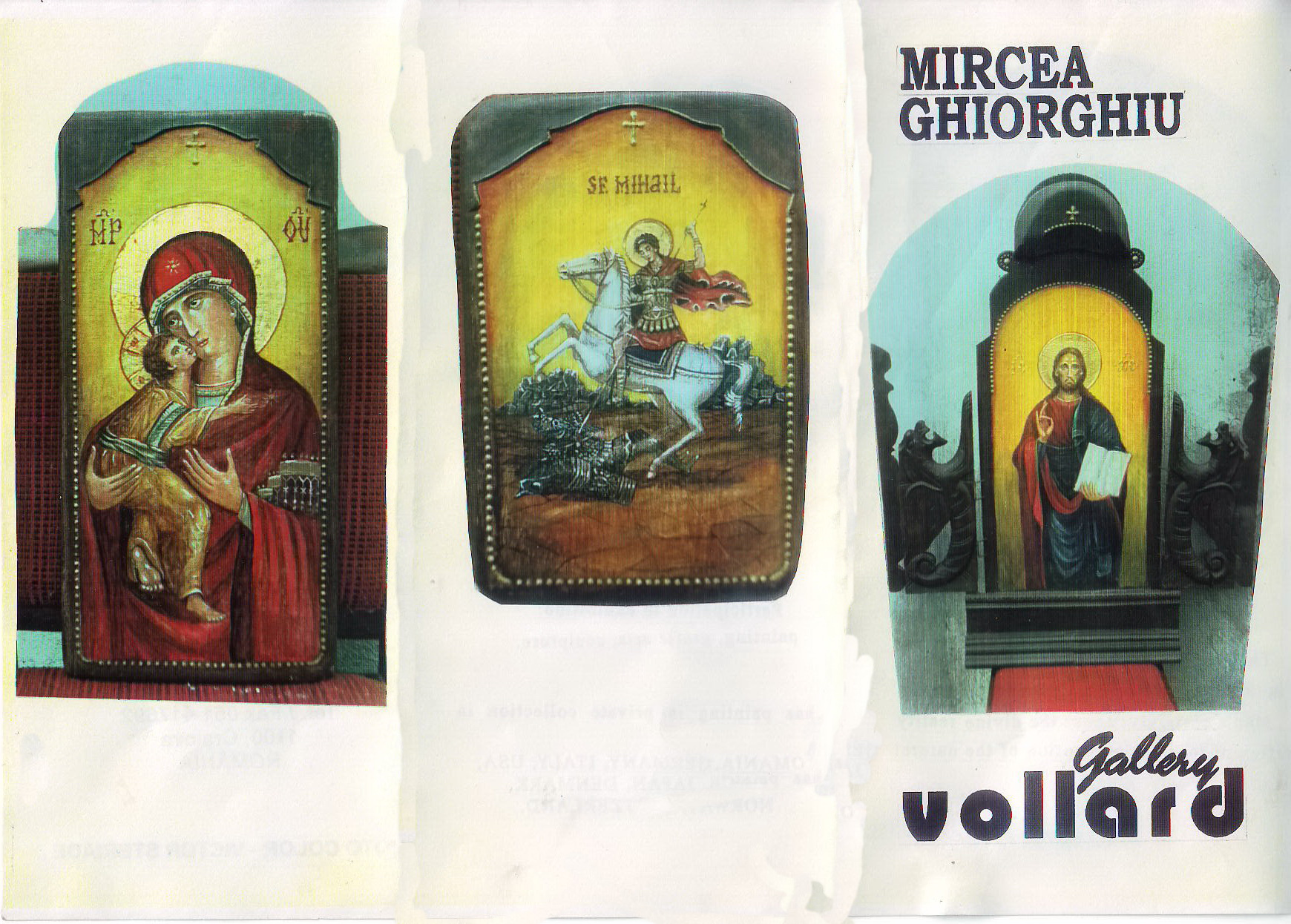
7) "Pliant Expoziţie de Pictură şi Icoane pe Lemn" a pictorului Mircea Ghiorghiu Galeriile Vollard's Craiova

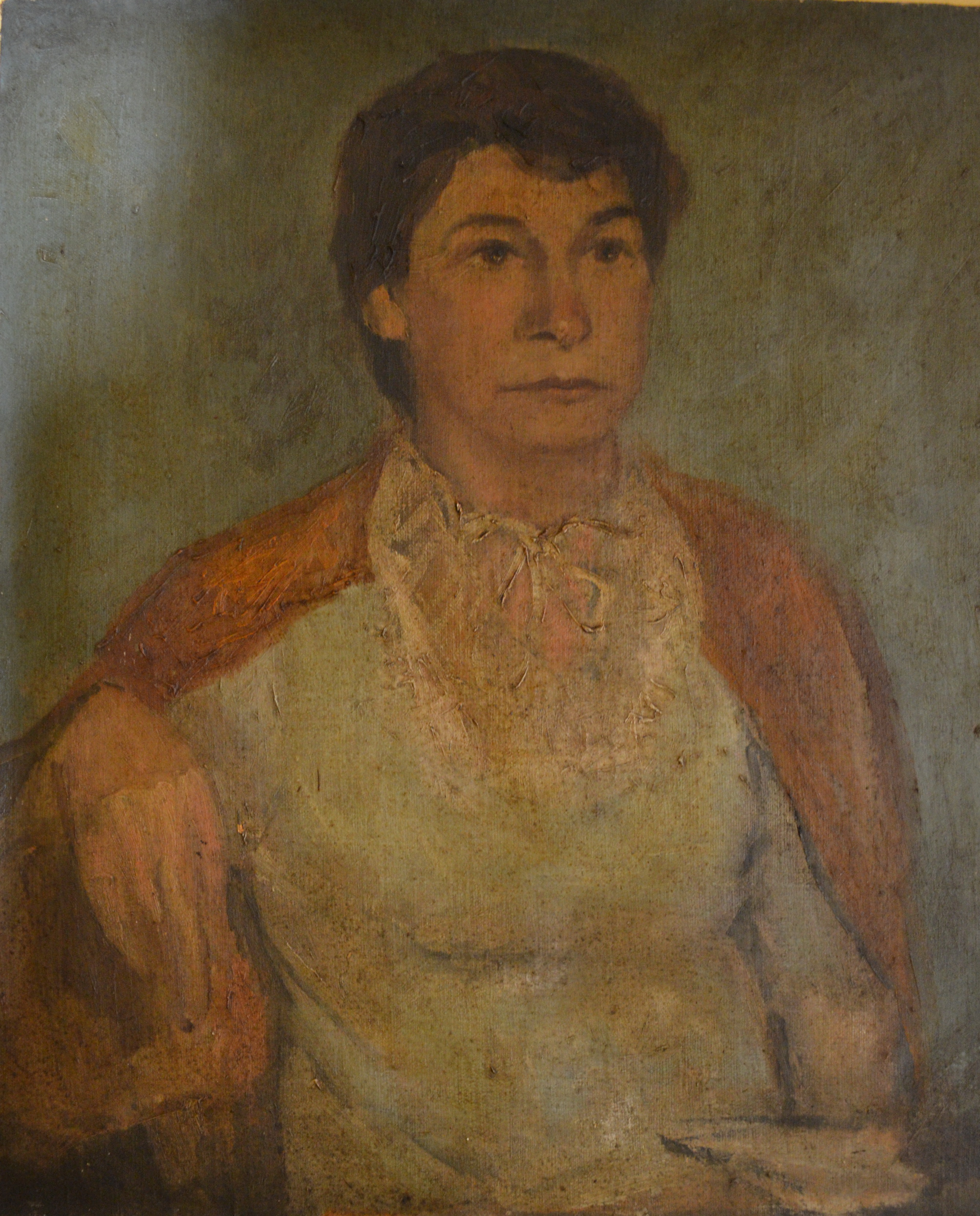
8) "Portret de femeie" - înfățișază portretul soției Carmen
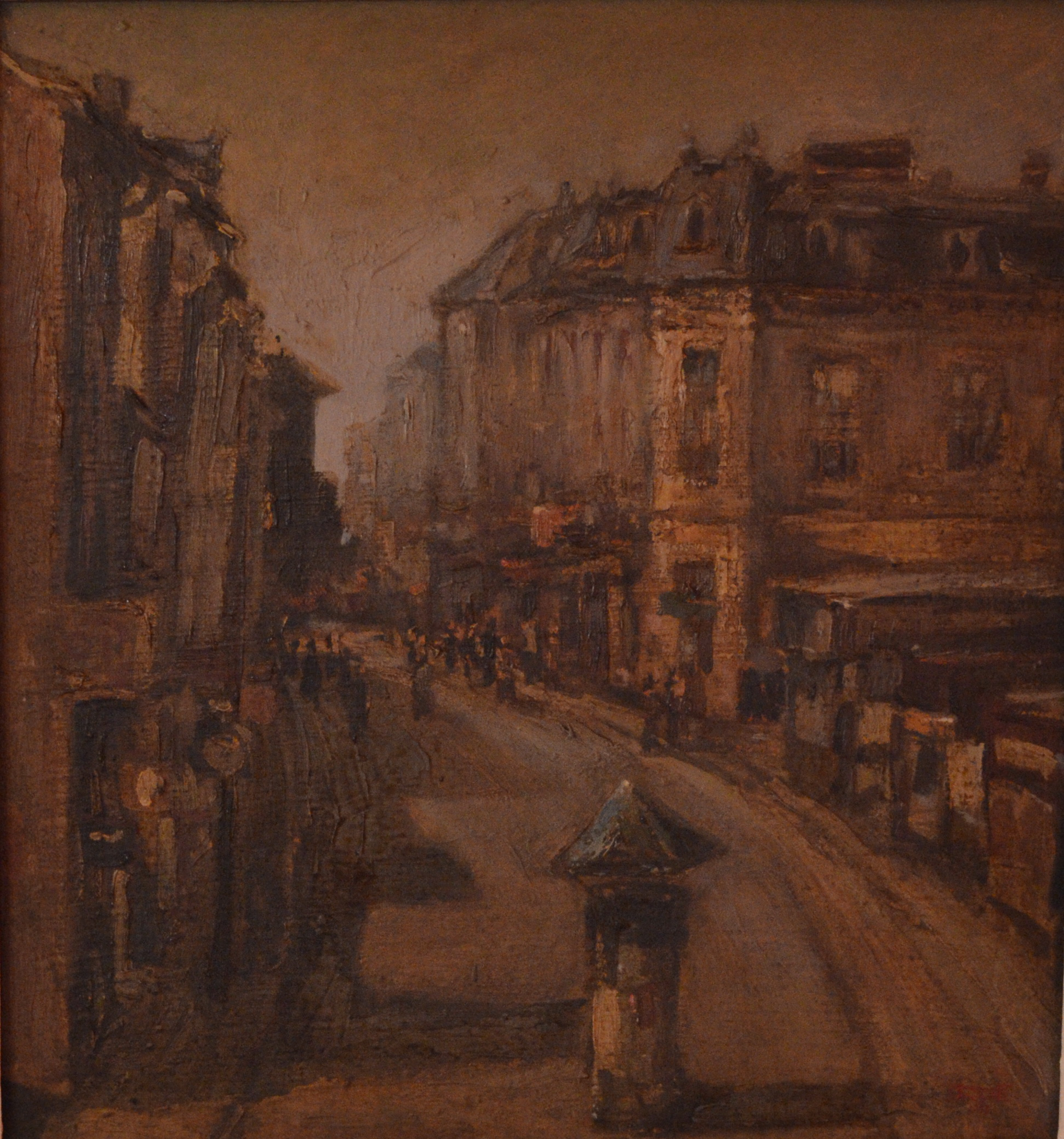
9) "Lipscani" pictura din ciclul Craiova Veche Mircea Ghiorghiu tablou premiat premiul I la concursul "C. Brancusi"

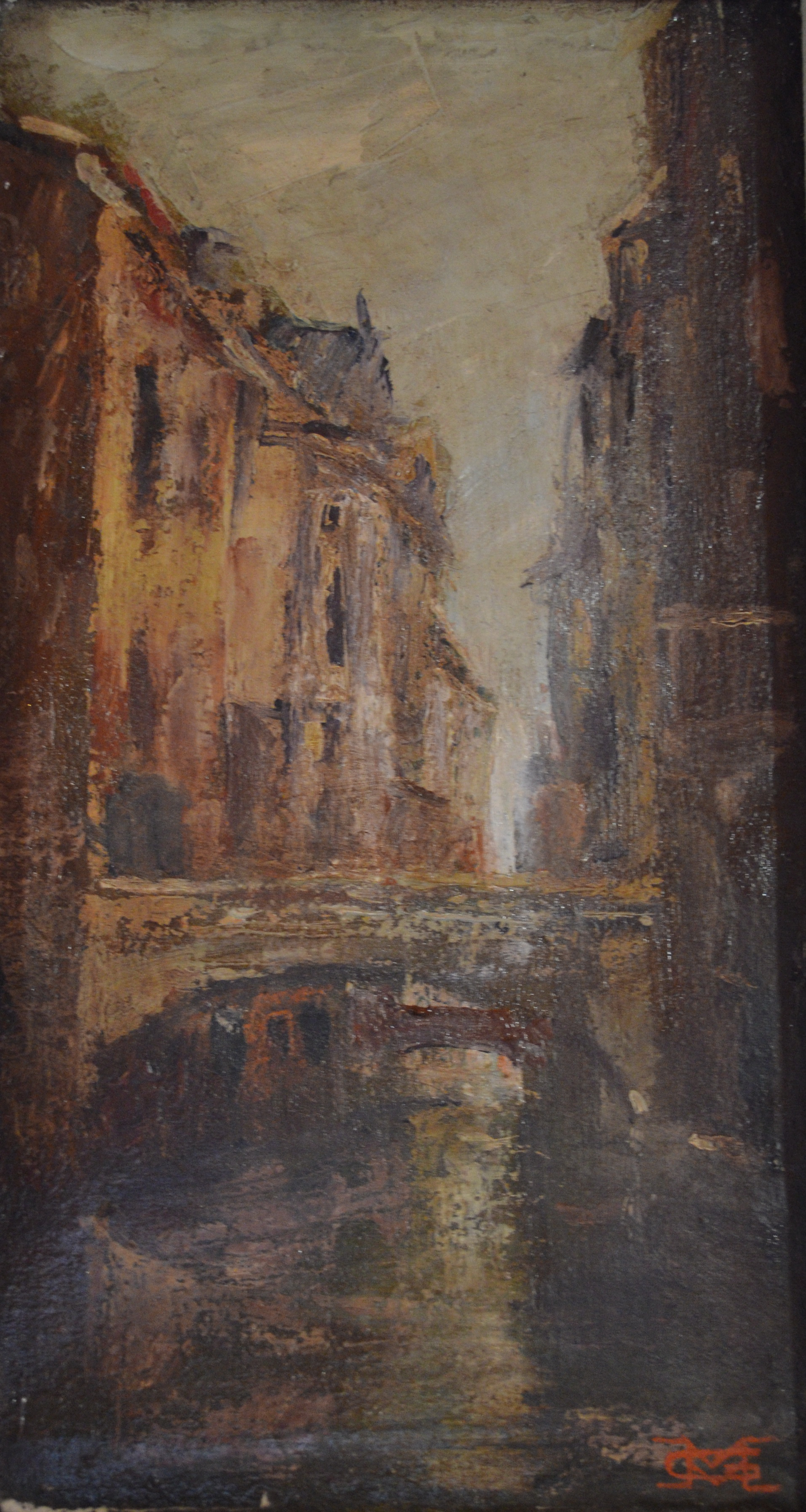
10) "Veneţia" Tablou realizat de pictorul M.G. U/P .
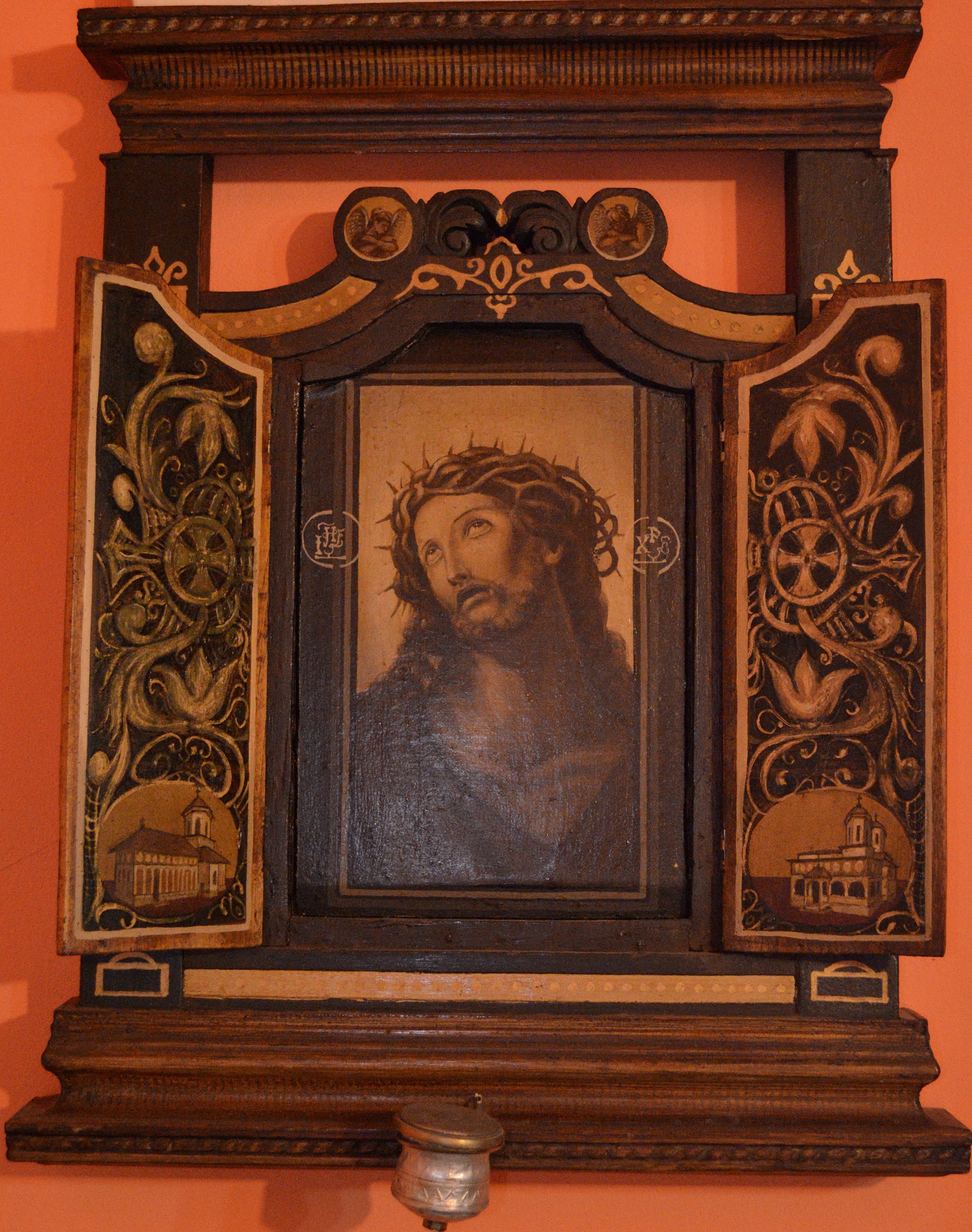
11) "Isus" triptic realizat de pictorul Mircea Ghiorghiu

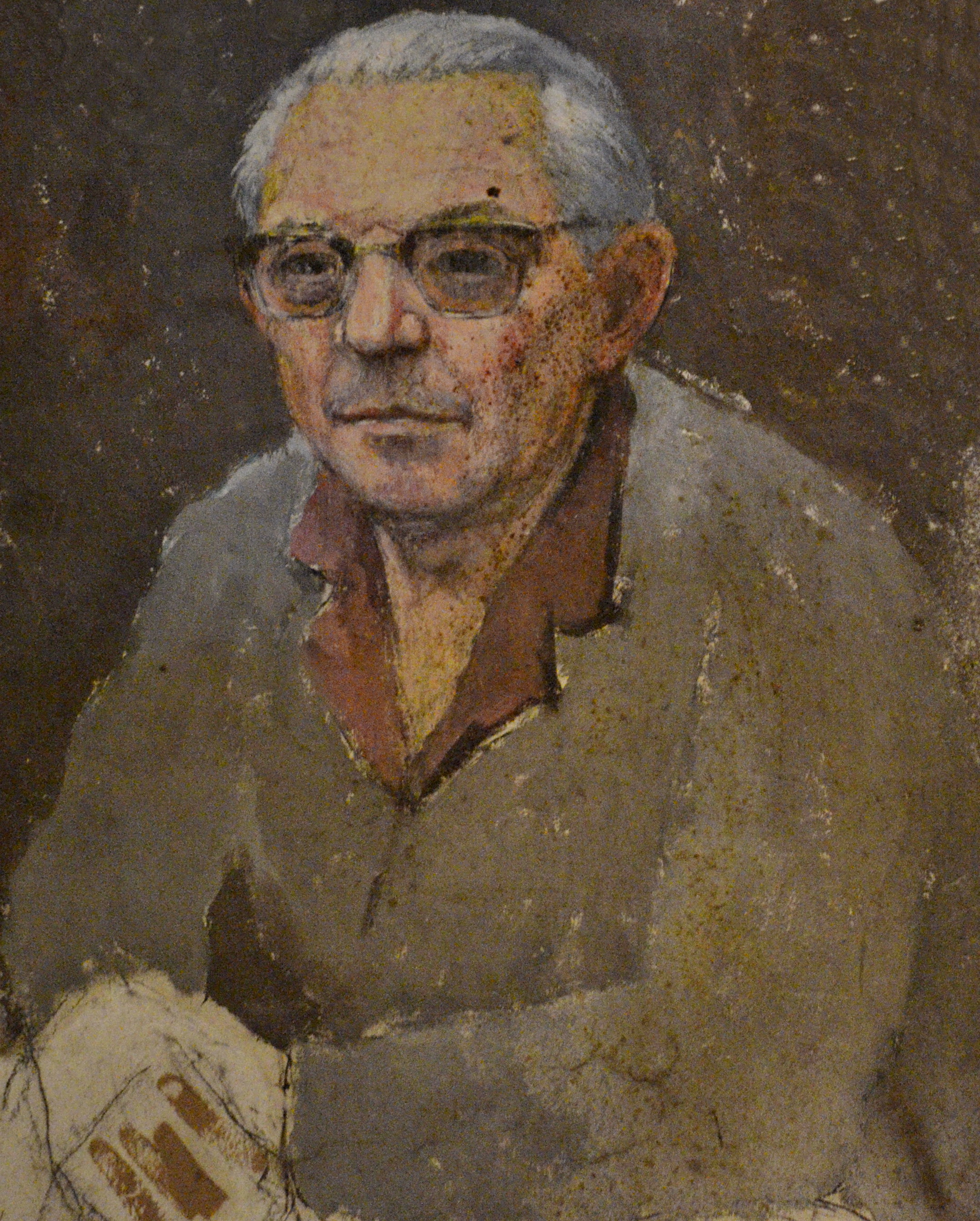
12) Portret - "Gabriel Gheorghiu" tatăl pictorului, tablou neterminat realizat în culori de ulei pe carton
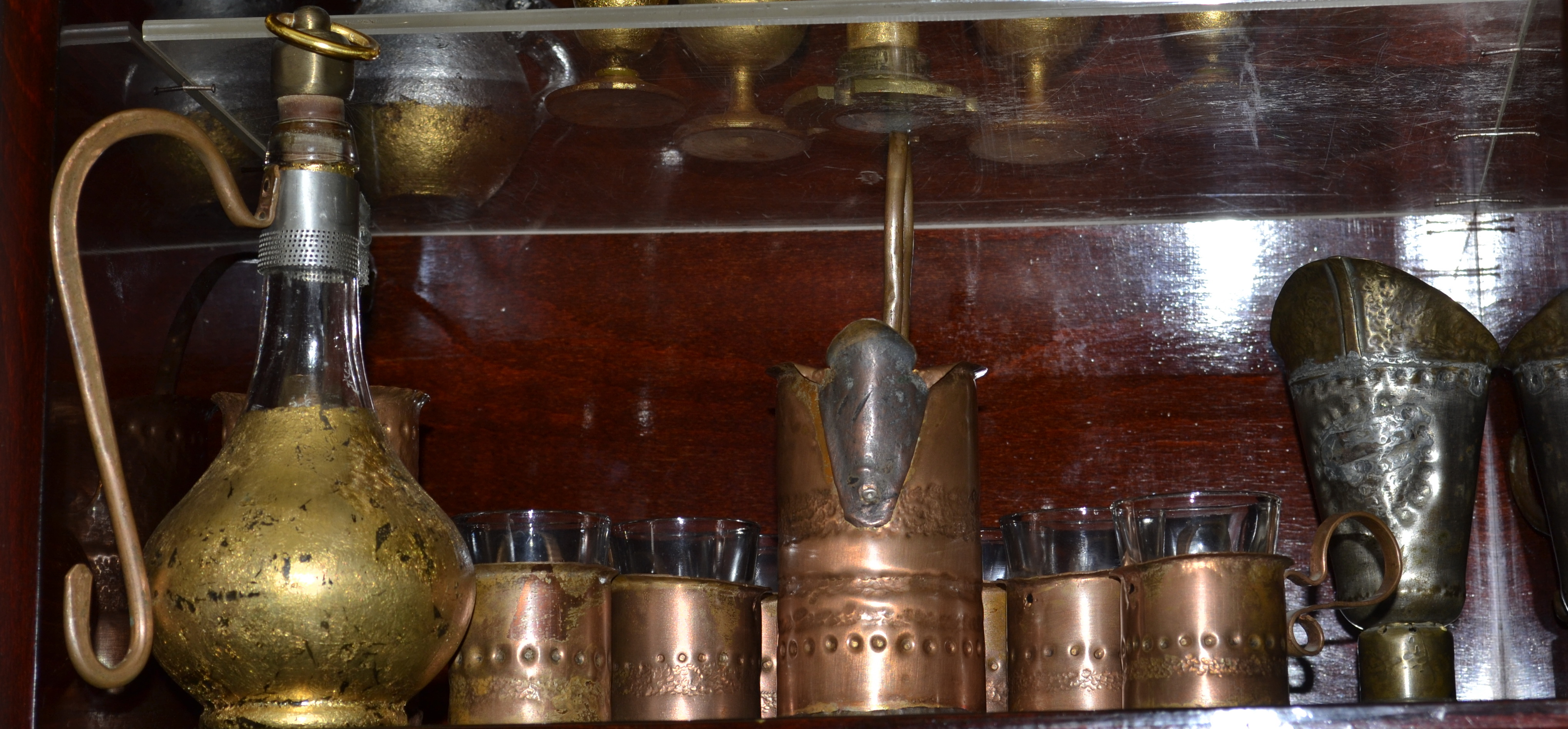
13) obiecte de artă realizate artizanal de către artistul Mircea Ghiorghiu între anii 2000-2001